# Халкотавры

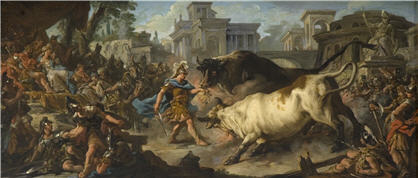
Ясон, укрощающий Халкотавров, на картине Жана-Франсуа де Труа

Халкотавры (т.е. медные быки), также известные как Колхидские быки — мифические существа, появляющиеся в древнегреческом мифе о Ясоне и Золотом руне.

## Мифология
Халкотавры представляли собой двух огромных быков с бронзовыми копытами и бронзовыми же пастями, через которые они дышат огнём. Согласно «Аргонавтике» колхидский царь Ээт обещал Ясону драгоценное руно, если он сумеет сначала запрячь Халкотавров в ярмо и использовать их для вспашки поля, которое затем требовалось засеять драконьими зубами.
Ясон не пострадал от пылающего пламени бронзовых быков, окурившись магическим зельем, которое защищало его от этого жара. Зелье было приготовлено Медеей, дочерью царя Ээта, влюблённой в Ясона.
Халкотавры были подарены царю Ээту богом огня и самым искусным кузнецом, Гефестом.
Ловкий в искусстве измыслил Гефест! Для него же потщился

Он и быков медноногих создать, и медные были

Пасти у них, и жгучий огонь они выдыхали,

Кроме того, смастерил он цельный плуг из железа
—Аполлоний Родосский, Аргонавтика III, 229

## В массовой культуре
- В мини-сериале Ника Уиллинга «Ясон и аргонавты» есть существо, известное как Менайский бык, наполовину бык, наполовину машина, которую Ясон должен приручить. Тем не менее оно дышит огнём и используется для вспашки полей Ясоном. Посеянные зубы дракона порождают бронированных скелетов.
- Халкотавры появляются в «Перси Джексоне и Море чудовищ», втором романе серии «Перси Джексон и Олимпийцы». Они описываются как огнедышащие бронзовые быки размером со слона, созданные Гефестом, с серебряными рогами и рубинами вместо глаз. Они напали на лагерь полукровок, прежде чем были покорены единокровным братом Перси Джексона, циклопом Тайсоном. Халкотавры впоследствии использовались для создания дорожек для гонок на колесницах. В экранизации книги «Перси Джексон и Море чудовищ» появляется только один Колхидский бык.